# هربرت تومسون
هربرت تومسون (14 مايو 1886 - 8 أغسطس 1941) (بالإنجليزية: Herbert Thompson)‏ هو لاعب كريكت بريطاني (وحمل سابقاً جنسية المملكة المتحدة لبريطانيا العظمى وأيرلندا).